# Adrian Adamiu
Adrian Adamiu (1900-1929) a fost un aviator, locotenent, pilot, instructor de zbor și erou al Armatei Române. Acesta a murit în urma unui accident de aviație, care a avut loc în Câmpulung Muscel. 
Se afla împreună cu colegul locotenent Alexandru Popișteanu, dar acesta a trăit având mâinile și picioarele rupte, iar aeroplanul s-a sfărmat. Acesta trebuia să livreze corespondența d-lui Ministru de război, care se afla aproape de Câmpulung Muscel, dar evitând o aterizare riscantă, în condițiile unor amenajări de sol, încercând o reînălțare a aparatului a eșuat și a murit rupând un măr. A urmat Școala Militară de Cavalerie, absolvită în 1920, apoi, între 1924-1925, Școala de Observatori Aerieni și de Piloți, obținând brevetul de pilot la 6 iulie 1925. Activează ca instructor de zbor la Școala de Vânătoare, la Flotila de Luptă de la Pipera, la Centrul de Instrucție al Aeronauticii, fiind, totodată pilot de încercare. Presa din Botoșani a vremii respective a consemnat tragicul și regretabilul accident („Vestea”, 4 octombrie 1929), soldat cu o moarte eroică, la datorie. Acesta are din anul 1934 în parcul primăriei din Botoșani ridicat un monument, care a fost realizat de Aurel Bordenache prin subscripție publică și cu ajutorul oficialităților locale. În București numele său este gravat pe plăcile Monumentului Aviatorilor, monument dezvelit la 21 iulie 1935.
Este înmormântat în Cimitirul Eternitatea din Botoșani lângă tatăl său Ieremia Adamiu (1874-1922) și al bunicii sale, Elena Adamiu (1844-1902). Părinții aviatorului au fost Ieremia și Natalia Adamiu (1877-?), institutori, care sunt remarcabili autori de manuale școlare – unele scrise în colaborare cu alți colegi de breaslă -, de traduceri (Grimm, Frații, „Povești”, Botoșani, 1907), de alte scrieri (Adamiu, Natalia, Elena Popovici – Puiu, „Continentele și România”, Botoșani, 1910).